# Anatomija čovjeka
Anatomija čovjeka je područje opće anatomije koje proučava stukturu i sustave organa u ljudskom tijelu, ostavljajući tkiva histologiji, a stanice citologiji. Ljudsko se tijelo, kao i tijela svih životinja, sastoji od sustava, koji se sastoje od organa, organi od tkiva, a tkiva od stanica.

## Sustavi organa kod čovjeka
- Krvožilni sustav: protok krvi od srca krvnim žilama
- Dišni sustav: organi za disanje, pluća
- Probavni sustav: razgradnja hrane u probavnoj cijevi uz pomoć žlijezda
- Živčani sustav: prikupljanje, prijenos i obrada informacija i signala pomoću mozga i živaca
- Endokrini sustav: kemijska signalizacija među organima uz pomoć hormona
- Mišićni sustav: pokretanje tijela mišićima
- Sustav kostiju: strukturalna potpora i zaštita pomoću kostiju
- Obrambeni sustav: obrana tijela od uzročnika bolesti
- Limfni sustav: građa koja uključuje protok limfe između tkiva i krvnih žila
- Integumentarni sustav: koža, kosa i nokti
- Mokraćni sustav: bubrezi i slični organi za izlučivanje produkata metabolizma mokraćom
- Spolni sustav: organi za razmnožavanje.